# Ernesto Jorge Åberg
Ernesto Jorge Åberg (Ernst Georg Åberg; Estocolmo, 18 de agosto de 1823-30 de mayo de 1906) fue un destacado médico y botánico sueco considerado por sus biógrafos «un benefactor en los ámbitos más diversos» en Argentina, el introductor de la kinesiología no sólo en Argentina sino en toda Sudamérica.

## La vida en Suecia
Ernesto Åberg nació en Estocolmo, Suecia, el 18 de agosto de 1823, tercer hijo del funcionario Martin Fredrik Aberg y de Brita Catharina Vingren (1796). Estudió medicina en la Universidad de Upsala obteniendo el doctorado en 1850 con una tesis sobre el envenenamiento crónico con arsénico. Ese mismo año casó con Evelina Maria Heap, quien falleció en 1852. Ella dio a luz a un hijo llamado Lawrence Heap Åberg (1851-1895) que se quedó en Suecia y se convirtió en un filósofo. Perfeccionó sus estudios en el Instituto Karolinska egresando con el título de Chirurgiae Magister, tras lo que se dedicó al ejercicio de su profesión en su ciudad natal. En 1855 publicó Statistics and Treatment or Typhus and Typhoid Fever from Twelve Years Experience gained at the Seraphim Hospital in Stockholm 1841-52, traducción del idioma sueco que efectuó del original de Magnus Huss.

## La vida en la Argentina
Habiendo contraído tuberculosis, ese mismo año emigró en busca de mejores climas a la ciudad de Buenos Aires, capital de la República Argentina. Obtuvo la revalida de su título en la Facultad de Medicina (Universidad de Buenos Aires) en 1856 con una tesis sobre Causas naturales y tratamiento de la gota y rindiendo examen en latín, ya que aún no conocía bien el castellano. Hablaba en cambio el griego así como varias lenguas nórdicas.
En Buenos Aires continuó en el ejercicio de su profesión, fundó un instituto de terapia física y actuó como consultor en política sanitaria para el Gobierno Argentino en numerosas oportunidades.
El 11 de abril de 1867 casó con Dolores Cobo Lavalle (1844, † 1907), emparentando así con una de las familias más tradicionales del país. Tuvo numerosos hijos: Axel (1869, † 1954), Arturo (,† 1927), Hialmar (1879, † 1959), Ricardo, Augusto, Dolores, Ernestina e Iver Åberg Cobo.
Tuvo un destacado papel durante la epidemia de fiebre amarilla en Buenos Aires de 1871. En 1872 fue designado para integrar la Comisión de Aguas Corrientes, Cloacas y Adoquinado, la que sería responsable de planificar los mayores trabajos de saneamiento realizados en la ciudad de Buenos Aires. Durante su gestión se construyó la primera fábrica de cemento del país, se instaló una fábrica de ladrillas de máquina en San Isidro (Buenos Aires) y se inició en el país la industria de cerámica de construcción.
Durante ese período publicó artículos acerca de salubridad en los diarios El Nacional y La República. En este último mantuvo una polémica con Eduardo Wilde referente a las obras encaradas, en especial respecto de la fábrica de ladrillos.
El 31 de diciembre de 1874 dejó la Comisión y fue designado miembro de la Academia de Medicina ocupando la vacante del doctor Manuel Aráuz.
El 26 de agosto de 1875 pasó a integrar la Comisión del Concejo Municipal. Desde esa función promovió entre otras obras las de embellecimiento del Paseo de Marte, futura Plaza San Martín.
El 14 de mayo de 1877 renunció a la Comisión y al siguiente día a la Academia de Medicina para viajar a Suecia. Durante su estancia, en 1878 asistió como delegado del gobierno argentino al Segundo Congreso Penitenciario Internacional reunido en Estocolmo.
Tras pasar por Suiza, ca. 1884 regresó a Buenos Aires y fundó el Instituto Terapéutico de Gimnasia Mecánica o "Instituto Kinesiterápico" con la colaboración del doctor José A. Ayerza.
El establecimiento, que seguía el procedimiento de la gimnasia mecánica del sueco Gustav Zander, utilizó las primeras máquinas de gimnasia mecánica de aplicación terapéutica utilizadas en Sudamérica, 52 de los 76 aparatos de mecanoterapia inventados por Zander, y tuvo bastante éxito gracias principalmente al prestigio de su director.
En 1884 publicó Mecanoterapia de Zander acerca de la obra de Gustav Zander considerándose su obra la primera publicación referente a ejercicios terapéuticos (Mecanoterapia) en América del Sur. Su trabajo convirtió a la Argentina en uno de los países pioneros en la formación de fisioterapeutas (kinesiólogos). Además de los aparatos aplicaba la gimnasia de Pedro Ling, también sueco, basada en el principio de que «las mismas fuerzas que causan una deformación pueden corregirla».
Poco antes de su segundo viaje a Suecia en 1890 la Academia de Medicina le confirió el título de Académico Honorario. Cecilia Grierson, primera médica argentina, fue su alumna y amiga. Regresó a Buenos Aires después de pasar 9 años en su país natal.
Colaboró en la Revista Médico Quirúrgica y escribió otros trabajos: en 1886 Un caso de joroba escoliótica tratado por la gimnasia médica y en 1888 Causas, naturaleza y tratamiento de la escoliosis. Publicó también varios trabajos en idioma sueco sobre la escoliosis entre otros temas médicos de su especialidad.
Apasionado por la botánica y especialmente por el cultivo del eucalipto, llegó a tener más de 60 especies del mismo en su chacra de Ramos Mejía. En 1874 publicó el ensayo Irrigación y eucaliptos donde proponía la plantación de cientos de hectáreas con eucaliptos en los bañados de Flores (Buenos Aires) para ser irrigados con las aguas de una planta depuradora de líquidos cloacales que recogería los vertidos de la ciudad de Buenos Aires. Su obra incluye una detallada descripción de las especies de eucaliptus, recogiendo vastos conocimientos que en mucho debía a su amistad con el botánico alemán barón Ferdinand von Müeller, quien en 1878 le dedicó una especie: Eucalyptus abergiana (Corymbia abergiana) y en 1879 le dedicó su obra Eucaliptographie. Por su parte, la Société d'Acclimatation de París en 1874 le concedió por su monografía una medalla de plata. Donó parte de su colección al Museo de Historia Natural de Londres.
Falleció el 30 de mayo de 1906 en la ciudad de Buenos Aires, Argentina, y fue enterrado en el Cementerio de la Recoleta. Era «un hombre de rectitud serena y equilibrada, aunque tolerante».